# 1285
1285 (MCCLXXXV) var ett normalår som började en måndag i den julianska kalendern.

## Händelser

### April
- 2 april – Sedan Martin IV har avlidit en vecka tidigare väljs Giacomo Savelli till påve och tar namnet Honorius IV.[1]

### Augusti
- 5 augusti – Magnus Bosson väljs till ny svensk ärkebiskop.

### Okänt datum
- Ett möte hålls i Kalmar mellan kung Magnus Ladulås av Sverige och kung Erik Magnusson av Norge samt 23 hansestäder.
- Kung Magnus upprättar sitt testamente där han donerar stora rikedomar till kyrkan och kräver att bli begraven i franciskanerklostret (Riddarholmskyrkan) i Stockholm.
- Ett gråbrödrakloster (franciskanerkloster) grundas i Arboga.
- Kung Filip den sköne av Frankrike förvärvar Navarra och frigrevskapet Burgund.

## Födda
- Benedictus XII, född Jacques Fournier, påve 1334–1342.
- Eufemia av Pommern, drottning av Danmark 1320–1326 och 1329–1330, gift med Kristofer II.

## Avlidna
- 7 januari – Karl I av Anjou, kung av kungadömet Jerusalem, Albanien, Sicilien och Neapel.
- 28 mars – Martin IV, född Simon de Brion, påve sedan 1281.
- 22 augusti – Filippo Benizi, italiensk servitmunk och bekännare, helgon.
- 5 oktober – Filip III, kung av Frankrike sedan 1270.
- Marie de Coucy, drottning av Skottland 1239–1249 (gift med Alexander II)